# Estació d'Enllaç
L'Enllaç (amb anterioritat l'Empalme) és una estació de tren de Serveis Ferroviaris de Mallorca.
Aquesta estació desenvolupa tasques més aviat tècniques que no pas de servei de passatgers perquè es troba en un tram de via única, convertint la zona en un coll d'ampolla que obliga els trens a esperar l'arribada dels que venen en sentit contrari.
Consta d'una única andana central de dimensions reduïdes i per on passen dues vies i una altra via d'apartador, tot i que hi ha un projecte per establir-hi unes cotxeres i tallers. El 24 de febrer de 2012 es van concloure les obres electrificació entre Palma i l'estació d'Enllaç, donant pas a unitats elèctriques de la sèrie 81 de SFM per cobrir aquest trajecte, realitzant-se a Enllaç els transbords a unitats dièsel fins a l'estació de sa Pobla i l'Estació de Manacor, fins que es va completar la total electrificació de la xarxa el 8 de gener de 2019.
| Procedència/Destinació             | <    | Línia          | >     | Procedència/Destinació |
| ---------------------------------- | ---- | -------------- | ----- | ---------------------- |
| Serveis Ferroviaris de Mallorca    |      |                |       |                        |
| Estació Intermodal-Plaça d'Espanya | Inca | Palma-sa Pobla | Llubí | sa Pobla               |